# Rapallo
Rapallo város Észak-Olaszországban, Liguria régió tengerpartján, Genova megye területén, Genovától 25 km-re.

## Látnivalók
A város központjában régi plébániatemplomot láthatunk, melynek harangtornya 1753-ból való.
A város közelében egy magaslaton találjuk a híres kegytemplomot, a Madonna di Montallegót. Innen szép kilátás nyílik a Rapallói-öbölre.
1920. november 12-én a városban írták alá a rapallói határszerződést az Olasz Királyság és a Szerb-Horvát-Szlovén Királyság képviselői, a volt Osztrák Tengermellék felosztásáról és a Fiumei Szabadállam létrehozásáról.
1922. április 16-án az Imperiale Palace Hotelben írták alá a rapallói egyezményt a Német Birodalom (a weimari köztársaság) és Szovjet-Oroszország külügyminiszterei, Walther Rathenau és Georgij Csicserin, a diplomáciai és kereskedelmi kapcsolatok helyreállításáról. A szálloda környéki városrészt később, 1928-ban királyi rendelettel átcsatolták a szomszédos Santa Margherita Ligure fürdővároshoz.

## Híres emberek
- Maurizio Felugo (*1981) világbajnok vízilabdázó
- Roberta Bianconi (*1989) Európa-bajnok vízilabdázónő
- Móra Ferenc magyar író a Beszélgetés a ferdetoronnyal című novelláskötetének több elbeszélését is Rapallóban, illetve Rapallóról írta.
- Friedrich Nietzsche is itt töltötte életének egy jelentős szakaszát. Számos művét is itt írta.